# Liste de films français sortis en 1954
Listes de films français
- 1950
- 1951
- 1952
- 1953
- 1954
- 1955
- 1956
- 1957
- 1958

Liste non exhaustive de films français sortis en 1954

## 1954
| Titre                             | Réalisateur                                               | Distribution                                                                    | Genre                         | Notes  |
| --------------------------------- | --------------------------------------------------------- | ------------------------------------------------------------------------------- | ----------------------------- | ------ |
| Adam est... Ève                   | René Gaveau                                               | Micheline Carvel, Jean Carmet Thérèse Dorny                                     | Comédie                       |        |
| L'Affaire Maurizius               | Julien Duvivier                                           | Daniel Gélin, Madeleine Robinson Anton Walbrook                                 | Drame                         | -      |
| Ah ! les belles bacchantes        | Jean Loubignac                                            | Louis de Funès, Robert Dhéry Colette Brosset, Raymond Bussières                 | Comédie musicale burlesque    |        |
| L'Air de Paris                    | Marcel Carné                                              | Jean Gabin, Arletty Roland Lesaffre                                             | Comédie dramatique            |        |
| Ali Baba et les Quarante Voleurs  | Jacques Becker                                            | Fernandel, Samia Gamal Dieter Borsche                                           | Comédie                       |        |
| Anatole chéri                     | Claude Heymann                                            | Paul Demange, Alice Field Jim Gérald                                            |                               |        |
| Après vous, duchesse              | Robert de Nesle                                           | Jean Parédès, Jacques Morel Jacqueline Pierreux                                 | Comédie                       |        |
| Avant le déluge                   | André Cayatte                                             | Antoine Balpêtré, Marina Vlady Paul Bisciglia, Bernard Blier                    | Drame                         | -      |
| La Belle Otero                    | Richard Pottier                                           | María Félix, Jacques Berthier                                                   | Film musical biographique     | -      |
| Bérénice                          | Éric Rohmer                                               | Éric Rohmer, Teresa Gratia                                                      | Conte                         | 15 min |
| Le Blé en herbe                   | Claude Autant-Lara                                        | Pierre-Michel Beck, Nicole Berger Edwige Feuillère                              | Drame                         |        |
| Bonnes à tuer                     | Henri Decoin                                              | Danielle Darrieux, Michel Auclair Corinne Calvet                                | Drame                         | -      |
| Boum sur Paris                    | Maurice de Canonge                                        | Jacques Pills, Luce Feyrer Armand Bernard                                       | Comédie                       |        |
| Ça va barder                      | John Berry                                                | Eddie Constantine, May Britt                                                    | Film de gangsters             | -      |
| Cadet Rousselle                   | André Hunebelle                                           | François Périer, Bourvil Dany Robin                                             | Cape et d'épée                |        |
| La Cage aux souris                | Jean Gourguet                                             | Dominique Page, Dany Carrel Dora Doll                                           | Comédie                       |        |
| La Castiglione                    | Georges Combret                                           | Yvonne De Carlo, Georges Marchal Paul Meurisse                                  | Histoire                      |        |
| C'est... la vie parisienne        | Alfred Rode                                               | Philippe Lemaire, Claudine Dupuis Raymond Bussières                             | Comédie dramatique            |        |
| Châteaux en Espagne               | René Wheeler                                              | Danielle Darrieux, Maurice Ronet Pepín Martín Vázquez                           | Drame                         | -      |
| Le Chevalier de la nuit           | Robert Darène                                             | Renée Saint-Cyr, Jean-Claude Pascal, Jean Servais                               | Drame                         |        |
| Les Clandestines                  | Raoul André                                               | Nicole Courcel, Maria Mauban Philippe Lemaire                                   | Drame                         |        |
| Le Collège en folie               | Henri Lepage                                              | Rudy Hirigoyen, Nicole Courcel Félix Oudart                                     | Comédie                       |        |
| Le Comte de Monte-Cristo          | Robert Vernay                                             | Jean Marais, Lia Amanda Roger Pigaut                                            | Aventure                      | -      |
| Le Congrès des belles-mères       | Émile Couzinet                                            | Pierre Larquey, Jeanne Fusier-Gir Dorette Ardenne                               | Comédie                       |        |
| Les Corsaires du bois de Boulogne | Norbert Carbonnaux                                        | Raymond Bussières Annette Poivre, Denise Grey                                   | Comédie                       |        |
| Crainquebille                     | Ralph Habib                                               | Yves Deniaud, Christian Fourcade Pierre Mondy                                   | Comédie dramatique            |        |
| Crime au concert Mayol            | Pierre Méré                                               | Claude Godard, Daniel Clérice Jean-Pierre Kérien                                | Policier                      |        |
| Le Défroqué                       | Léo Joannon                                               | Pierre Fresnay, Pierre Trabaud Nicole Stéphane                                  | Drame                         |        |
| Destinées                         | Christian-Jaque Jean Delannoy Marcello Pagliero           | Martine Carol, Michèle Morgan Claudette Colbert                                 | Sketches                      | -      |
| Embarquement pour le ciel         | Jean Aurel                                                | Clément Duhour (voix)                                                           | documentaire                  | 18 min |
| Émile Zola                        | Jean Vidal                                                | Julien Bertheau                                                                 | Documentaire                  | 43 min |
| Escalier de service               | Carlo Rim                                                 | Louis de Funès, Jean Richard Sophie Desmarets, Saturnin Fabre Danielle Darrieux | Comédie à Sketchs             |        |
| L'Étrange Désir de monsieur Bard  | Géza von Radványi                                         | Michel Simon, Yves Deniaud Geneviève Page                                       | Drame                         |        |
| Faites-moi confiance              | Gilles Grangier                                           | Zappy Max, André Gabriello Francis Blanche                                      | Comédie                       |        |
| Les femmes s'en balancent         | Bernard Borderie                                          | Eddie Constantine Nadia Gray, Dominique Wilms                                   | Policier                      |        |
| Le Feu dans la peau               | Marcel Blistène                                           | Gisèle Pascal, Raymond Pellegrin Philippe Lemaire                               | Drame                         |        |
| La Fille perdue                   | Jean Gourguet                                             | Claudine Dupuis, Gérard Landry Robert Berri                                     | Drame                         |        |
| François Mauriac                  | Roger Leenhardt                                           | François Mauriac                                                                | Court métrage documentaire    | 35 min |
| French Cancan                     | Jean Renoir                                               | Jean Gabin, Françoise Arnoul María Félix                                        | Comédie dramatique            | -      |
| Les Fruits sauvages               | Hervé Bromberger                                          | Estella Blain, Évelyne Ker Marianne Lecène                                      | Drame                         |        |
| Gamin de Paris                    | Georges Jaffé                                             | Jacky Gencel, Célia Cortez Christian Fourcade                                   |                               |        |
| Le Grand Jeu                      | Robert Siodmak                                            | Gina Lollobrigida, Arletty Jean-Claude Pascal                                   | Drame                         | -      |
| Le Grand Pavois                   | Jack Pinoteau                                             | Jean Chevrier, Marc Cassot Nicole Courcel                                       | Drame                         |        |
| Les hommes ne pensent qu'à ça     | Yves Robert                                               | Jean-Marie Amato, Jean Bellanger Louisa Colpeyn                                 | Comédie                       |        |
| Huis clos                         | Jacqueline Audry                                          | Arletty, Franck Villard Gaby Sylvia                                             | Drame                         |        |
| Les Impures                       | Pierre Chevalier                                          | Micheline Presle, Raymond Pellegrin William Marshall                            | Drame                         |        |
| Les Intrigantes                   | Henri Decoin                                              | Raymond Rouleau, Jeanne Moreau Raymond Pellegrin                                | Comédie dramatique            |        |
| J'avais sept filles               | Jean Boyer                                                | Maurice Chevalier, Delia Scala Colette Ripert                                   | Comédie                       |        |
| J'y suis, j'y reste               | Maurice Labro                                             | Jane Sourza, Marguerite Pierry Jeannette Batti                                  | Comédie                       |        |
| Leguignon guérisseur              | Maurice Labro                                             | Yves Deniaud, Jane Marken Nicole Besnard, Michel Roux                           | Comédie                       |        |
| Les Lettres de mon moulin         | Marcel Pagnol                                             | Henri Vilbert, Rellys Edouard Delmont                                           | Comédie dramatique à sketches |        |
| Ma petite folie                   | Maurice Labro                                             | Jean Bretonnière Jean Tissier, Roméo Carlès                                     | Comédie                       |        |
| Madame du Barry                   | Christian-Jaque                                           | Martine Carol, André Luguet Daniel Ivernel                                      | Drame historique              |        |
| Mam'zelle Nitouche                | Yves Allégret                                             | Fernandel, Pier Angeli Jean Debucourt                                           | Comédie                       | -      |
| Marchandes d'illusions            | Raoul André                                               | Nicole Courcel, Louise Carletti Raymond Pellegrin                               | Drame                         |        |
| La Marche glorieuse               | Pierre Gaspard-Huit William Magnin                        | Jean Davy Jean de Lattre de Tassigny                                            | documentaire biographie       | -      |
| Minuit... Champs-Élysées          | Robert Blanc                                              | Jacqueline Pierreux, Robert Berri Pierre Larquey                                | Policier                      |        |
| Monsieur Ripois                   | René Clément                                              | Gérard Philipe, Natasha Parry Valerie Hobson                                    | Drame                         | -      |
| Mourez, nous ferons le reste      | Christian Stengel                                         | Roger Nicolas, Suzet Maïs Magali Noël                                           | Comédie                       |        |
| Le Mouton à cinq pattes           | Henri Verneuil                                            | Fernandel, Édouard Delmont Louis de Funès                                       | Comédie                       |        |
| Navigation marchande              | Georges Franju                                            | Roland Lesaffre (voix)                                                          | Documentaire                  | 30 min |
| Nuits andalouses                  | Maurice Cloche                                            | Geneviève Page, Franck Villard Mario Cabré                                      | Drame                         | -      |
| Obsession                         | Jean Delannoy                                             | Michèle Morgan, Raf Vallone Marthe Mercadier                                    | Policier                      |        |
| L'Œil en coulisses                | André Berthomieu                                          | Henri Génès, Jeannette Batti Nicole Maurey                                      |                               |        |
| Opération Tonnerre                | Gérard Sandoz                                             | Blanchette Brunoy, Célia Cortez Jean-Pierre Kérien                              | Espionnage                    |        |
| Orage                             | Pierre Billon Giorgio Capitani                            | Raf Vallone, Françoise Arnoul Giorgio Albertazzi                                | Comédie dramatique            | -      |
| Pantomimes                        | Paul Paviot                                               | Marcel Marceau, Pierre Véry Daniel Gélin                                        | Court métrage                 |        |
| Papa, maman, la bonne et moi      | Jean-Paul Le Chanois                                      | Robert Lamoureux, Gaby Morlay Fernand Ledoux                                    | Comédie                       |        |
| Paris qui ne dort pas             | François Reichenbach                                      | -                                                                               | Court métrage                 |        |
| La Patrouille des sables          | René Chanas                                               | Michel Auclair, Emma Penella Marcel Dalio                                       | Aventure                      |        |
| Piédalu député                    | Jean Loubignac                                            | Ded Rysel, Roland Armontel Jeanne Fusier-Gir                                    | Comédie                       |        |
| Poisson d'avril                   | Gilles Grangier                                           | Bourvil, Louis de Funès Annie Cordy                                             | Comédie                       |        |
| Les Poussières                    | Georges Franju                                            | Georges Hubert (voix)                                                           | Documentaire                  |        |
| Quai des blondes                  | Paul Cadéac                                               | Michel Auclair, Barbara Laage Madeleine LeBeau, Dario Moreno                    | Policier                      |        |
| Quelques pas dans la vie          | Alessandro Blasetti Paul Paviot                           | Vittorio De Sica, Sophia Loren Marcello Mastroianni                             | Comédie à sketches            | -      |
| La rafle est pour ce soir         | Maurice Dekobra                                           | Robert Burnier, Jim Gérald Jane Sourza                                          |                               |        |
| La Rage au corps                  | Ralph Habib                                               | Françoise Arnoul, Raymond Pellegrin Philippe Lemaire                            | Drame                         |        |
| Raspoutine                        | Georges Combret                                           | Pierre Brasseur, Isa Miranda Renée Faure                                        | Biographie                    | -      |
| La Reine Margot                   | Jean Dréville                                             | Jeanne Moreau, Henri Génès Robert Porte                                         | drame historique              |        |
| Rendez-vous avec Paris            | Bernard Borderie                                          | Roger Tréville, Arlette Merry Josette Arno                                      | Comédie                       |        |
| Les Révoltés de Lomanach          | Richard Pottier                                           | Dany Robin, Amedeo Nazzari Jacques Castelot                                     | Aventure                      | -      |
| Le Rouge et le Noir               | Claude Autant-Lara                                        | Gérard Philipe Danielle Darrieux                                                | Drame                         | -      |
| Sang et Lumières                  | Georges Rouquier                                          | Daniel Gélin, Zsa Zsa Gábor Henri Vilbert                                       | Drame                         | -      |
| Scènes de ménage                  | André Berthomieu                                          | Louis de Funès, Sophie Desmarets Bernard Blier                                  | Comédie                       |        |
| Le Secret d'Hélène Marimon        | Henri Calef                                               | Isa Miranda, Franck Villard Jean Debucourt                                      | Drame                         |        |
| Secrets d'alcôve                  | Jean Delannoy Henri Decoin Gianni Franciolini Ralph Habib | Jeanne Moreau Vittorio De Sica Martine Carol Françoise Arnoul                   | Comédie à sketches            |        |
| Si Versailles m'était conté...    | Sacha Guitry                                              | Georges Marchal, Claudette Colbert Jean Marais, Micheline Presle                | Histoire                      |        |
| Soirs de Paris                    | Jean Laviron                                              | Jeannette Batti, Henri Génès Sophie Sel                                         |                               |        |
| La Soupe à la grimace             | Jean Sacha                                                | Georges Marchal, Maria Mauban Dominique Wilms                                   | Drame                         |        |
| Sur le banc                       | Robert Vernay                                             | Raymond Souplex, Jane Sourza Julien Carette                                     | Comédie                       |        |
| Tabor                             | Georges Péclet                                            | Armand Mestral, Pierre Larquey Thomy Bourdelle                                  | Guerre                        |        |
| Théodora, impératrice de Byzance  | Riccardo Freda                                            | Gianna Maria Canale, Georges Marchal, Henri Guisol                              | Péplum                        | -      |
| Touchez pas au grisbi             | Jacques Becker                                            | Jean Gabin, Lino Ventura Paul Frankeur                                          | Drame policier                |        |
| Tourments                         | Jacques Daniel-Norman                                     | Tino Rossi, Blanchette Brunoy Louis de Funès                                    | Drame                         |        |
| Tout chante autour de moi         | Pierre Gout                                               | Marcel Mouloudji, Pierre Mondy Christine Carère                                 | comédie dramatique            |        |
| Trois jours de bringue à Paris    | Émile Couzinet                                            | Lucien Baroux, Milly Mathis Pierre Larquey                                      | Comédie                       |        |
| Une balle suffit                  | Jean Sacha                                                | Georges Ulmer, Véra Norman Jacques Castelot                                     | Film dramatique Film policier | -      |
| Une vie de garçon                 | Jean Boyer                                                | Roger Pierre, Jean-Marc Thibault Geneviève Kervine                              | Comédie                       |        |
| Une visite                        | François Truffaut                                         | Laura Mauri, Jean-José Richer                                                   | Court métrage                 | 19 min |
| Le Vicomte de Bragelonne          | Fernando Cerchio                                          | Georges Marchal, Dawn Addams Jacques Dumesnil                                   | Aventure                      | -      |
| Votre dévoué Blake                | Jean Laviron                                              | Eddie Constantine, Danielle Godet Colette Deréal                                | Policier                      |        |
| Voyage en Italie                  | Roberto Rossellini                                        | Ingrid Bergman, George Sanders Maria Mauban                                     | Drame                         | -      |
| Zoé                               | Charles Brabant                                           | Barbara Laage, Michel Auclair Louis Seigner                                     | Comédie                       |        |